# Harry Anderson
Harry Anderson (Newport, Rhode Island, 14 oktober 1952 – Asheville, 16 april 2018) was een Amerikaans acteur en goochelaar, vooral bekend als Judge Harold T. 'Harry' Stone uit de serie Night Court. Ook speelde hij de volwassen Richie Tozier in Stephen King's IT.
Anderson was van oorsprong een goochelaar, die is overgestapt op acteren. In juni 2005 opende hij samen met zijn vrouw een nachtclub in het Franse gedeelte van New Orleans. Na de orkaan Katrina besloten ze te verhuizen naar Asheville, North Carolina. Dit nieuws werd in augustus 2006 bekend.

## Filmografie
- Son of the Beach televisieserie - Bull Cracker (Afl., The Long Hot Johnson, 2002)
- Explore Our World (2000) - Presentator
- Harvey (televisiefilm, 1998) - Elwood P. Dowd
- Noddy televisieserie - Jack Fable (Afl., The Magic Show, 1998)
- Lois & Clark: The New Adventures of Superman televisieserie - Dr. Klaus 'Fat Head' Mensa (Afl., The Family Hour, 1997)
- The Science of Magic (televisiefilm, 1997) - Presentator
- An Evening at the Improv televisieserie - Gast-presentator (Afl. onbekend, 1982-1996)
- The John Larroquette Show televisieserie - Dr. Gates (Afl., Cosmetic Perjury, 1996)
- Hearts Afire televisieserie - Dave Barry (Afl., Sleepless in a Small Town, 1994)
- Dave's World televisieserie - Dave Barry (Afl., The Insecurity System, 1993)
- Cheers televisieserie - Harry 'The Hat' Gittes (6 afl., 1982, 3 keer 1983, 1987, 1993)
- Night Court televisieserie - Judge Harold T. 'Harry' Stone (62 afl., 1984-1992)
- Parker Lewis Can't Lose televisieserie - Ronny Ray Rasmussen (Afl., Glory Daze, 1992)
- IT (televisiefilm, 1990) - Richard 'Richie/Trashmouth' Tozier
- Tales from the Crypt televisieserie - Jim Korman (Afl., Korman's Kalamity, 1990)
- Mother Goose Rock 'n' Rhyme (televisiefilm, 1990) - Peter Piper
- The Absent-Minded Professor (televisiefilm, 1988) - Prof. Henry Crawford
- Spies, Lies, and Naked Thighs (televisiefilm, 1988) - Freddie
- Tanner'88 (Mini-serie, 1988) - Billy
- Vanishing America (Video, 1986) - Eigenaar hond
- Saturday Night Live televisieserie - Presentator (Episode 10.13, 1985)
- Tales from the Darkside televisieserie - Leon (Afl., All a Clone by the Telephone, 1985)
- Scandals (televisiefilm, 1984) - Presentator
- The Escape Artist (1982) - Harry Masters

- Biblioteca Nacional de España: XX1297546
- Bibliothèque nationale de France: cb14046132w (data)
- Gemeinsame Normdatei: 131614010
- International Standard Name Identifier: 0000 0000 7823 6380
- Library of Congress Control Number: n88271112
- MusicBrainz: 7379ddd2-2dab-40a3-b019-b91633500dc0
- Nederlandse Thesaurus van Auteursnamen: 074377035
- SNAC: w6vq3zn2
- Système universitaire de documentation: 16233379X
- Virtual International Authority File: 51891152
- WorldCat: E39PBJf8yCt7mkYFMrxmt7QjG3